# A Zeke és Luther epizódjainak listája
Az itt található lista az Zeke és Luther című televíziós sorozat epizódjait tartalmazza. A sorozat premierje Magyarországon 2009. november 7-én volt, az utolsó részt 2012. január 28-án adták le. A harmadik évadot nem szinkronizálták, így az nem került adásba.
| Évad | Évad | Epizódok | Eredeti premier   | Eredeti premier   | Magyar premier    | Magyar premier    |
| Évad | Évad | Epizódok | Évadpremier       | Évadfinálé        | Évadpremier       | Évadfinálé        |
| ---- | ---- | -------- | ----------------- | ----------------- | ----------------- | ----------------- |
|      | 1    | 21       | 2009. június 15.  | 2010. február 1.  | 2009. november 7. | 2010. december 3. |
|      | 2    | 26       | 2010. március 15. | 2010. december 6. | 2011.március 26.  | 2012. január 28.  |
|      | 3    | 26       | 2011. február 28. | 2012. április 2.  |                   |                   |

## Első évad
| #   | Eredeti cím                  | Magyar cím               | Rendezte             | Írta                          | Eredeti premier     | Magyar premier       |
| --- | ---------------------------- | ------------------------ | -------------------- | ----------------------------- | ------------------- | -------------------- |
| 1.  | Bros Go Pro                  | A profi bratyók          | Joe Menendez         | Jason Jordan                  | 2009. június 15.    | 2009. november 7.    |
| 2.  | Donut Jockey                 | Fánkfutárok              | Gregory Hobson       | Boyd Hale                     | 2009. június 22.    | 2010. január 25.     |
| 3.  | Crash and Learn              | Bűn és bűnhődés          | Savage Steve Holland | Tom Burkhard                  | 2009. június 29.    | 2010. február 1.     |
| 4.  | Pilot                        | A rettegés csatornája    | Fred Savage          | Matt Dearborn & Tom Burkhard  | 2009. július 6.     | 2010. március 1.     |
| 5.  | Cape Fear                    | A rettegés nyaka         | Gregory Hobson       | Matt Dearborn                 | 2009. július 13.    | 2010. március 2.     |
| 6.  | Skate Camp                   | Deszka suli              | Roger Nygard         | Devin Bunje & Nick Stanton    | 2009. július 20.    | 2010. március 8.     |
| 7.  | Luck Be a Rodent Tonight     | Szerencsepatkány         | Sean McNamara        | Matt Dearborn & Tom Burkhard  | 2009. július 27.    | 2010. március 15.    |
| 8.  | The Big Red Stacking Machine | Pohárpakolás             | Joe Menendez         | Matt Dearborn                 | 2009. augusztus 3.  | 2010. március 22.    |
| 9.  | Summer School                | Nyári iskola             | Sean McNamara        | Devin Bunje & Nick Stanton    | 2009. augusztus 10. | 2010. április 5.     |
| 10. | Haunted Board                | Az életre kelt deszka    | Savage Steve Holland | Boyd Hale                     | 2009. október 5.    | 2010. április 12.    |
| 11. | Road Trip                    | Kiruccanás               | Sean McNamara        | Tom Burkhard                  | 2009. október 19.   | 2010. április 19.    |
| 12. | Luther Leads                 | Luther vezér             | Sean McNamara        | Bernie Ancheta                | 2009. október 26.   | 2010. április 26.    |
| 13. | Soul Bucket                  | Szépfiúk                 | Roger Nygard         | Bernie Ancheta & Jason Jordan | 2009. november 2.   | 2010. április 27.    |
| 14. | Not My Sister's Keeper       | Nem vagyok börtönőr      | Joe Menendez         | Matt Dearborn                 | 2009. november 9.   | 2010. április 27.    |
| 15. | Rollerdorks                  | Koridinkák               | Joe Menendez         | Tom Burkhard                  | 2009. november 16.  | 2010. május 3.       |
| 16. | Crash Dummies                | Video verseny            | Gregory Hobson       | Bernie Ancheta & Jason Jordan | 2009. november 23.  | 2010. május 10.      |
| 17. | Adventure Boy                | Merész fiú               | Gregory Hobson       | Boyd Hale                     | 2009. november 30.  | 2010. június 7.      |
| 18. | I, Skatebot                  | Dühödt robot             | Savage Steve Holland | Devin Bunje & Nick Stanton    | 2010. január 4.     | 2010. június 7.      |
| 19. | Law and Boarder              | A törvény és a deszkások | Matt Dearborn        | Danny Warren                  | 2010. január 18.    | 2010. június 8.      |
| 20. | A Very Hairy Problem         | Egy nagyon szőrös ügy    | Savage Steve Holland | Steven Judd                   | 2010. január 25.    | 2010. szeptember 21. |
| 21. | Skate Squad                  | Deszkás osztag           | Matt Dearborn        | Matt Dearborn & Tom Burkhard  | 2010. február 1.    | 2010. december 3.    |

## Második évad
| #         | Eredeti cím                               | Magyar cím                            | Rendezte             | Írta                           | Eredeti premier     | Magyar premier      |
| --------- | ----------------------------------------- | ------------------------------------- | -------------------- | ------------------------------ | ------------------- | ------------------- |
| 1.        | Zeke Jumps the Shark                      | Zeke cápát ugrik                      | Eyal Gordin          | Tom Burkhard                   | 2010. március 15.   | 2011. március 26.   |
| 2.        | Tall Stack of Waffles                     | Égimeszelős                           | Joe Menendez         | Matt Dearborn & Tom Burkhard   | 2010. március 22.   | 2011. március 19.   |
| 3.        | Airheads                                  | Légfejek                              | Gregory Hobson       | David Regal                    | 2010. március 29.   | 2011. március 19.   |
| 4.        | Luther Unleashed                          | Luther póráz nélkül                   | Eyal Gordin          | Matt Dearborn                  | 2010. április 5.    | 2011. április 2.    |
| 5.        | Old Nasty                                 | Pokoli Torony                         | Savage Steve Holland | Bernie Ancheta                 | 2010. április 12.   | 2011. április 9.    |
| 6.        | Double Crush                              | Dupla csőd                            | Savage Steve Holland | Matt Dearborn                  | 2010. május 3.      | 2011. április 16.   |
| 7.        | Plunk Hunting                             | Plánkvadászat                         | Joe Menendez         | Tom Burkhard                   | 2010. május 10.     | 2011. április 30.   |
| 8.        | Kojo's BFF                                | Kojo legjobb barátja                  | Eyal Gordin          | Jason Jordan                   | 2010. május 17.     | 2011. május 14.     |
| 9.        | One Strange Night                         | Egy fura éj                           | Eyal Gordin          | Devin Bunje & Nick Stanton     | 2010. május 24.     | 2011. május 28.     |
| 10. - 11. | Luther Waffles and the Skateboard of Doom | Luther Woofles és a rettegés deszkája | Roger Nygard         | Matt Dearborn & Tom Burkhard   | 2010. június 21.    | 2011. december 28.  |
| 12.       | Crouching Zeke, Dancing Luther            | Vérfagyasztó                          | Savage Steve Holland | Jason Jordan                   | 2010. június 28.    | 2011. június 7.     |
| 13.       | Luther Waffles: Skate Cop                 | Luther, a deszkás zsaru               | Savage Steve Holland | Bernie Ancheta                 | 2010. július 5.     | 2011. június 14.    |
| 14.       | Treasure                                  | A kincs                               | Rick Weis            | Tom Burkhard                   | 2010. július 12.    | 2011. június 28.    |
| 15.       | Rocket Men                                | Rakétaember                           | Gregory Hobson       | Devin Bunje & Nick Stanton     | 2010. július 19.    | 2011. június 21.    |
| 16.       | Board in Class                            | Vizsgadeszka                          | Gregory Hobson       | David Regal                    | 2010. július 26.    | 2011. augusztus 13. |
| 17.       | Local Heroes                              | Városi hősök                          | Millicent Shelton    | David Regal                    | 2010. augusztus 9.  | 2011. augusztus 20. |
| 18.       | Super Shredder                            | Szuper deszkás                        | John Putch           | David Rothenberg & David Regal | 2010. augusztus 16. | 2011. augusztus 27. |
| 19.       | Little Bro, Big Trouble                   | Kis testvér, nagy gond                | David Regal          | Tom Burkhard                   | 2010. augusztus 23. | 2011. november 4.   |
| 20.       | Robo-Luth                                 | Robo-Luth                             | John Putch           | Devin Bunje & Nick Stanton     | 2010. október 18.   | 2011. november 11.  |
| 21.       | The Bro List                              | Haver lista                           | Matt Dearborn        | Jessica Glassberg              | 2010. október 25.   | 2011. november 18.  |
| 22.       | Seoul Bros                                | Koreai kanyar                         | Gregory Hobson       | Devin Bunje & Nick Stanton     | 2010. november 1.   | 2011. november 25.  |
| 23.       | Ball of Trash                             | Szemétlabda                           | Eyal Gordin          | Bernie Ancheta & Jason Jordan  | 2010. november 8.   | 2012. január 21.    |
| 24.       | Sludge                                    | Iszap tó                              | Eyal Gordin          | Tom Burkhard                   | 2010. november 15.  | 2012. január 7.     |
| 25.       | Goin' Zoomin'                             | Végre egy szponzor                    | Matt Dearborn        | Matt Dearborn                  | 2010. november 22.  | 2012. január 14.    |
| 26.       | Bro-ho-ho                                 | Ha-ha-haver                           | Matt Dearborn        | Matt Dearborn                  | 2010. december 6.   | 2012. január 28.    |

## Harmadik évad
| #   | Eredeti cím                                  | Rendezte             | Írta                          | Eredeti premier      |
| --- | -------------------------------------------- | -------------------- | ----------------------------- | -------------------- |
| 1.  | Zeke's Last Ride                             | Paul Hoen            | Bernie Ancheta                | 2011. február 28.    |
| 2.  | The Unusual Suspects                         | Paul Hoen            | Matt Dearborn                 | 2011. március 7.     |
| 3.  | Two Guys, a Car, and a Wild Bear             | Neal Israel          | Tom Burkhard                  | 2011. március 14.    |
| 4.  | Hyp-Bro-Tized                                | Paul Hoen            | David Regal                   | 2011. március 28.    |
| 5.  | Daredevils!                                  | Paul Hoen            | Jason Jordan                  | 2011. április 4.     |
| 6.  | Sibling Rivalries                            | Jonathan Judge       | Devin Bunje & Nick Stanton    | 2011. április 11.    |
| 7.  | Luther Turns 4                               | Neal Israel          | Devin Bunje & Nick Stanton    | 2011. április 18.    |
| 8.  | Head of Skate                                | Gregory Hobson       | Devin Bunje & Nick Stanton    | 2011. április 25.    |
| 9.  | Zeke, Luther and Kojo Strike Gold            | Gregory Hobson       | Tom Burkhard                  | 2011. május 2.       |
| 10. | Zeke and Lu's New Crew                       | Jonathan Judge       | Matt Dearborn                 | 2011. május 9.       |
| 11. | Skater Girl Island                           | Neal Israel          | David Regal                   | 2011. május 23.      |
| 12. | DJ PJ                                        | Jon Rosenbaum        | Bernie Ancheta                | 2011. július 11.     |
| 13. | Trucky Cheese                                | Jon Rosenbaum        | Jason Jordan                  | 2011. július 18.     |
| 14. | Ice Heist Baby                               | Matt Dearborn        | Devin Bunje & Nick Stanton    | 2011. július 25.     |
| 15. | Skate Troopers                               | Jon Rosenbaum        | David Regal                   | 2011. augusztus 1.   |
| 16. | Bro, Where's Our Car?                        | Gregory Hobson       | Matt Dearborn                 | 2011. augusztus 8.   |
| 17. | Lie Hard                                     | Gregory Hobson       | Jason Jordan                  | 2011. augusztus 22.  |
| 18. | Bro'd Trip                                   | Savage Steve Holland | Bernie Ancheta                | 2011. szeptember 26. |
| 19. | The Gingernator                              | Savage Steve Holland | Ethan Banville & Tom Burkhard | 2011. október 3.     |
| 20. | Skate Video Awards                           | Neal Israel          | Tom Burkhard                  | 2011. november 28.   |
| 21. | Skate or Swim                                | Rick Weis            | Lindsay Gelfand               | 2012. március 5.     |
| 22. | Inside Luther's Brain                        | Troy Rowland         | Michael Carrington            | 2012. március 12.    |
| 23. | Kojo Loses His Mojo                          | Rick Weis            | Jessica Glassberg             | 2012. március 19.    |
| 24. | Accidental Hero                              | Jon Rosenbaum        | Matt Dearborn                 | 2012. március 26.    |
| 25. | There's No Business Like Bro Business Part 1 | Neal Israel          | Tom Burkhard & Matt Dearborn  | 2012. április 2.     |
| 26. | There's No Business Like Bro Business Part 2 | Neal Israel          | Tom Burkhard & Matt Dearborn  | 2012. április 2.     |

## Fordítás
- Ez a szócikk részben vagy egészben  a   List of Zeke and Luther episodes című angol Wikipédia-szócikk fordításán alapul.  Az eredeti cikk szerkesztőit annak laptörténete sorolja fel. Ez a jelzés csupán a megfogalmazás eredetét és a szerzői jogokat jelzi, nem szolgál a cikkben szereplő információk forrásmegjelöléseként.